# Hechelmannskirchen
Hechelmannskirchen ist ein Ortsteil der Marktgemeinde Burghaun im osthessischen Landkreis Fulda.

## Geographische Lage
Hechelmannskirchen ist rund sechs Kilometer vom Kernort Burghaun entfernt und liegt westlich davon am oberen Schwarzbach, der als zehn Kilometer langer rechter östlicher Nebenfluss der Fulda durch den Kiebitzgrund fließt. In diesem Talsystem liegen auch die Nachbarorte Großenmoor, Langenschwarz und Schlotzau. Zu Hechelmannskirchen zählt auch der 400 m vom Ort entfernte Hof Köhlersmoor. Die Gemarkungsfläche beträgt 216 Hektar (1961), davon sind neun Hektar bewaldet.

## Geschichte

### Ortsgeschichte
Das Dorf wurde im 13. Jahrhundert Hucheleheim und später Hechelmich genannt. Der Ort wurde in Urkunden wenig erwähnt und war 1506 fuldisches Lehen derer von Buchenau.
Zum 1. Oktober 1971 fusionierten im Zuge der Gebietsreform in Hessen die bis dahin selbständigen Gemeinden Großenmoor, Hechelmannskirchen, Langenschwarz und Schlotzau freiwillig zur neuen Gemeinde Kiebitzgrund.

Nur Monate später am 1. August 1972 wurde die Gemeinde Kiebitzgrund, und damit auch Hechelmannskirchen, durch das abschließende regionale Neugliederungsgesetz zur Gebietsreform in die Gemeinde Burghaun eingegliedert.
Für Hechelmannskirchen sowie für alle ehemals eigenständigen Gemeinden von Burghaun wurden Ortsbezirke mit Ortsbeirat und Ortsvorsteher nach der Hessischen Gemeindeordnung gebildet.

### Bevölkerung
Einwohnerentwicklung
- 1812: 15 Feuerstellen, 167 Seelen[1]

| Hechelmannskirchen: Einwohnerzahlen von 1812 bis 2013 | Hechelmannskirchen: Einwohnerzahlen von 1812 bis 2013 | Hechelmannskirchen: Einwohnerzahlen von 1812 bis 2013 | Hechelmannskirchen: Einwohnerzahlen von 1812 bis 2013 | Hechelmannskirchen: Einwohnerzahlen von 1812 bis 2013 |
| --- | ----------------------------------------------------- | ----------------------------------------------------- | ----------------------------------------------------- | ----------------------------------------------------- |
| Jahr |                                                       |                                                       |                                                       | Einwohner                                             |
| 1812 | 1812                                                  |                                                       | 167                                                   | 167                                                   |
| 1834 | 1834                                                  |                                                       | 197                                                   | 197                                                   |
| 1840 | 1840                                                  |                                                       | 211                                                   | 211                                                   |
| 1846 | 1846                                                  |                                                       | 210                                                   | 210                                                   |
| 1852 | 1852                                                  |                                                       | 204                                                   | 204                                                   |
| 1858 | 1858                                                  |                                                       | 213                                                   | 213                                                   |
| 1864 | 1864                                                  |                                                       | 211                                                   | 211                                                   |
| 1871 | 1871                                                  |                                                       | 200                                                   | 200                                                   |
| 1875 | 1875                                                  |                                                       | 200                                                   | 200                                                   |
| 1885 | 1885                                                  |                                                       | 190                                                   | 190                                                   |
| 1895 | 1895                                                  |                                                       | 134                                                   | 134                                                   |
| 1905 | 1905                                                  |                                                       | 147                                                   | 147                                                   |
| 1910 | 1910                                                  |                                                       | 149                                                   | 149                                                   |
| 1925 | 1925                                                  |                                                       | 133                                                   | 133                                                   |
| 1939 | 1939                                                  |                                                       | 130                                                   | 130                                                   |
| 1946 | 1946                                                  |                                                       | 211                                                   | 211                                                   |
| 1950 | 1950                                                  |                                                       | 203                                                   | 203                                                   |
| 1956 | 1956                                                  |                                                       | 141                                                   | 141                                                   |
| 1961 | 1961                                                  |                                                       | 142                                                   | 142                                                   |
| 1967 | 1967                                                  |                                                       | 138                                                   | 138                                                   |
| 1970 | 1970                                                  |                                                       | 149                                                   | 149                                                   |
| 1980 | 1980                                                  |                                                       | ?                                                     | ?                                                     |
| 1990 | 1990                                                  |                                                       | ?                                                     | ?                                                     |
| 2000 | 2000                                                  |                                                       | ?                                                     | ?                                                     |
| 2011 | 2011                                                  |                                                       | 126                                                   | 126                                                   |
| 2013 | 2013                                                  |                                                       | 125                                                   | 125                                                   |
| Datenquelle: Historisches Gemeindeverzeichnis für Hessen: Die Bevölkerung der Gemeinden 1834 bis 1967. Wiesbaden: Hessisches Statistisches Landesamt, 1968. Weitere Quellen: LAGIS; Gemeinde Burghaun; Zensus 2011 |                                                       |                                                       |                                                       |                                                       |

Religionszugehörigkeit
| • 1885: | 190 evangelische (= 100 %) Einwohner                             |
| • 1961: | 133 evangelische (= 93,66 %), 9 katholische (= 6,34 %) Einwohner |

## Politik
Für Hechelmannskirchen besteht ein Ortsbezirk (Gebiete der ehemaligen Gemeinde Hechelmannskirchen) mit Ortsbeirat und Ortsvorsteher nach der Hessischen Gemeindeordnung. Der Ortsbeirat besteht aus drei Mitgliedern. Bei den Kommunalwahlen in Hessen 2021 betrug die Wahlbeteiligung zum Ortsbeirat 66,67 %. Alle Kandidaten gehörten der „Freien Bürgerliste Hechelmannskirchen“ an. Der Ortsbeirat wählte Daniel Schafhaupt zum Ortsvorsteher.

## Verkehr
Durch Hechelmannskirchen führt die Landesstraße 3169, die den Ort mit Burghaun und Schlitz verbindet.